# کوللیاروو
کوللیاروو (انگلیسی: Kullyarovo) یک شهرک در شهرستان کارماسکالینسکی استان باشقیرستان کشور روسیه است.